# 五月女璃奈
五月女 璃奈（さおとめ りな、1991年10月30日 - ）は、千葉県出身の日本のモデル、社会保険労務士である。かつてはレプロエンタテインメントに所属していた。

## 経歴
2010年7月に柏駅にてスカウトされ、地元フリーペーパー『千葉美少女図鑑』のモデルとして活動を始める。
2010年10月、東京農業大学のミス・コンテストにてグランプリに選ばれる。
2011年9月、千葉美人時計のグランプリに選ばれ、千葉県代表として第13回 東京ガールズコレクション2011 AUTUMN/WINTERに出演。
2012年2月、ZOZOTOWN 専属モデルオーディション第1弾にて専属モデルとして選ばれ、レプロエンタテインメントに所属。
2015年5月、東日本銀行のイメージモデルに選ばれる。
2018年4月から、毎週水曜日にラジオNIKKEI第1で放送の『北野誠のトコトン投資やりまっせ。』にアシスタントとしてレギュラー出演。
2018年11月、社会保険労務士の試験に合格。2020年3月25日、『北野誠のトコトン投資やりまっせ。』を卒業し今後は社会保険労務士として活動していくことを発表した。

## 人物
- 趣味：旅行、ビューティーケア[1]。
- 資格：社会保険労務士、英検準2級、普通自動車免許[1]。
- ねこ好き。

## 出演

### テレビ番組
- 仰天！満点！ビックリ王国（テレビ朝日）
- あなたの知るかもしれない世界（フジテレビ）
- 美少女ヌードル（テレビ朝日）
- ランク王国（TBS）
- うっぷんラボ（フジテレビ）
- クラブ『純烈』へようこそ！特別版（日本テレビ）

### ネット配信番組
- notty★LIVE 7時間！（NOTTV）

### CM
- キリン一番搾り フローズン生（麒麟麦酒）
- 1秒タオル（ホットマン）
- リクルートCM（2017年、POLA）

### 広告
- 東日本銀行 イメージモデル
- ホットマン イメージモデル
- 木tch イメージモデル
- POLA リクルート

### 雑誌
- 東京スカイウォーカー[要検証 – ノート]
- VoCE（講談社）
- BiCYCLE CLUB（枻出版社）
- 東京カレンダー（東京カレンダー）

### カタログ
- 株式会社一蔵 ウェディングアルバム
- ナースリー

### フリーペーパー
- 千葉美少女図鑑

### ミュージックビデオ
- 西野カナ「私たち」
- 小野恵令奈「嗚呼素晴らしきニャン生」
- SHISHAMO「魔法のように」
- マカロニえんぴつ「ミスター・ブルースカイ」

### イベント
- 第13回 東京ガールズコレクション2011 AUTUMN/WINTER[2]
- Color-i Collection in 横浜BLITZ
- フォルテ/ヘアショー
- 東京おもちゃショー2012年・2014年/エポック社ブース
- TOKYO FASHION FUSE 7
- EDOGAWA GIRLS COLLECTION 2016・2017
- 川越コレクション 2018 AUTUMN/WINTER（2018年10月13日、アトレ川越）
- EDOGAWA GIRLS COLLECTION×MUSIC LIVE 2018
- ラジオNIKKEI第1『北野誠のトコトン投資やりまっせ。』公開収録イベント (2019年2月17日、東京・永田町)

### WEB
- ZOZOTOWN
- 着物レンタルモール hataori
- SPINNS
- ハニーズ
- WORLD ONLINE STORE
- Amazon
- 草間彌生美術館プロモーションビデオ